# Boris Kusnezow (Pianist)

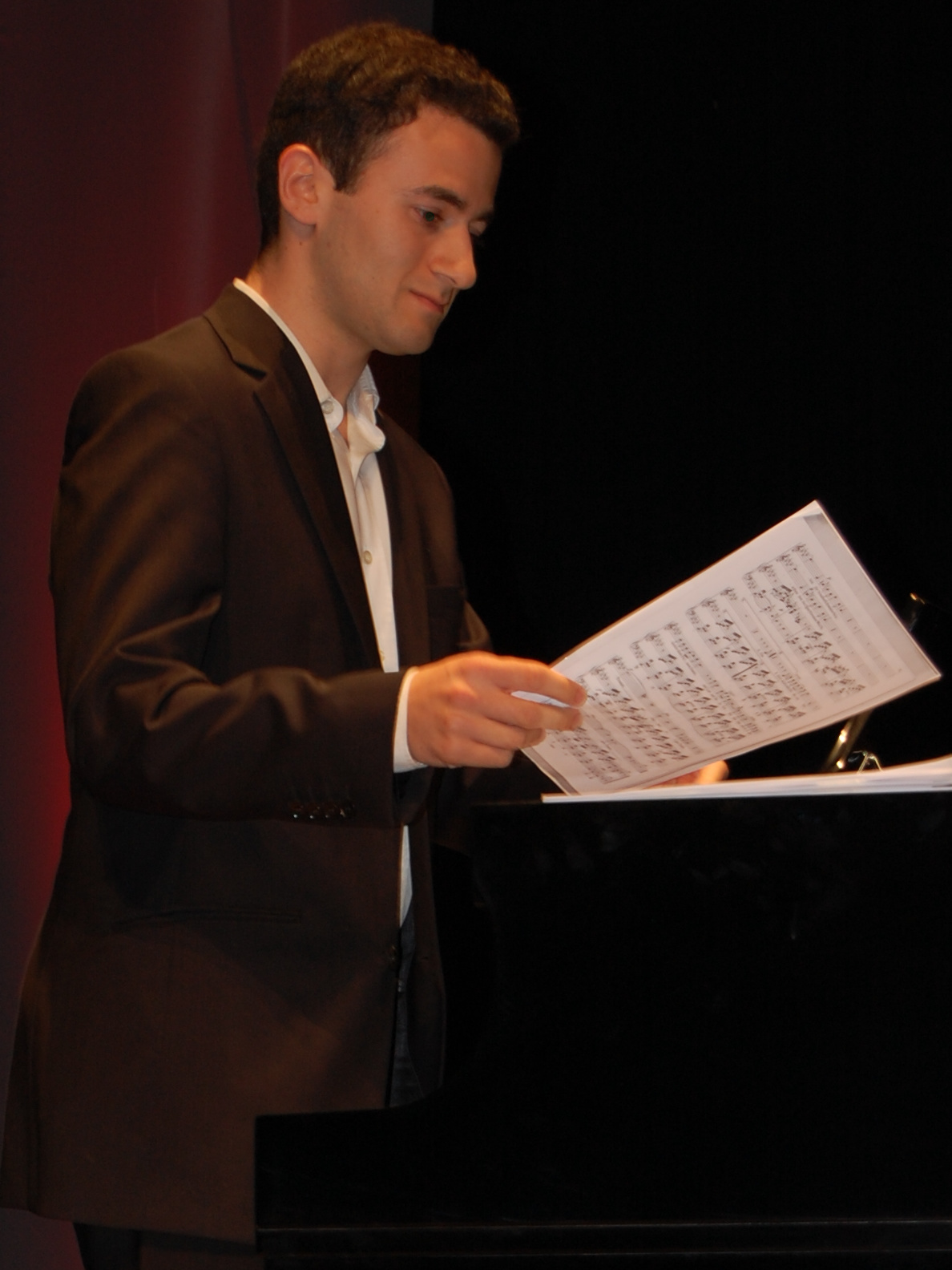
Boris Kusnezow 2009

Boris Kusnezow (russisch Борис Кузнецов; * 1985 in Moskau) ist ein russisch-deutscher klassischer Pianist. Neben dem solistischen Spiel beschäftigt sich Boris Kusnezow intensiv mit der Kammermusik und der Liedbegleitung.

## Leben
Boris Kusnezow begann das Klavierspielen am Gnessin-Institut in Moskau im Alter von fünf Jahren. Wenige Jahre später setzte er seine Ausbildung in Deutschland fort. 1998 wurde Boris Kusnezow Jungstudent an der Hochschule für Musik und Theater Hannover bei Heidi Köhler. Ab 2004 studierte er in der Klavierklasse von Bernd Goetzke. Parallel dazu ergänzte er seine Ausbildung durch ein Studium der Liedbegleitung bei Jan Philip Schulze.
Seine Auftritte führten ihn unter anderem in die Laeiszhalle Hamburg, das Konzerthaus am Gendarmenmarkt und in die Berliner Philharmonie.
Seit 2011 leitet Kusnezow die Meisterkurse für Klavier der Internationalen Musikakademie für Solisten (IMAS) auf Schloss Bückeburg.
Seit 2020 ist Kusnezow Professor für Klavier-Kammermusik an der Hochschule für Musik und Theater „Felix Mendelssohn Bartholdy“ in Leipzig.

## Auszeichnungen
Boris Kusnezow ist Preisträger mehrerer nationaler und internationaler Musikwettbewerbe. Er erhielt erste Preise beim Steinway-Wettbewerb in Hamburg und in Berlin, einen Förderpreis beim Internationalen Wettbewerb für Junge Pianisten in Ettlingen, zahlreiche Preise beim Bundeswettbewerb Jugend musiziert sowie einen ersten Preis beim Concorso Musicale Internazionale „Riviera del Conero“ in Italien.
Im März 2009 gewann Boris Kusnezow den Preis des Deutschen Musikwettbewerbs sowie den Erika-Claussen-Sonderpreis. Ebenfalls 2009 gewann er den 2. Preis beim Kissinger Klavierolymp. Für die Saison 2010/2011 wurde er in die "Bundesauswahl Konzerte Junger Künstler" des Deutschen Musikrats aufgenommen.

## Stipendien
Boris Kusnezow ist Stipendiat der Oscar und Vera Ritter-Stiftung, der Robert Bosch Stiftung, der Stiftung Yehudi Menuhin Live Music Now, der Deutschen Stiftung Musikleben sowie der Studienstiftung des Deutschen Volkes.